# Histoire du Nevada
Cet article résume l'histoire de l'État du Nevada.

L'État du Nevada aux États-Unis

Le Nevada est un État de l'ouest des États-Unis, bordé au sud-ouest par la Californie, au nord par l'Oregon et l'Idaho et à l'est par l'Utah et l'Arizona.

## La région à l'époque précolombienne

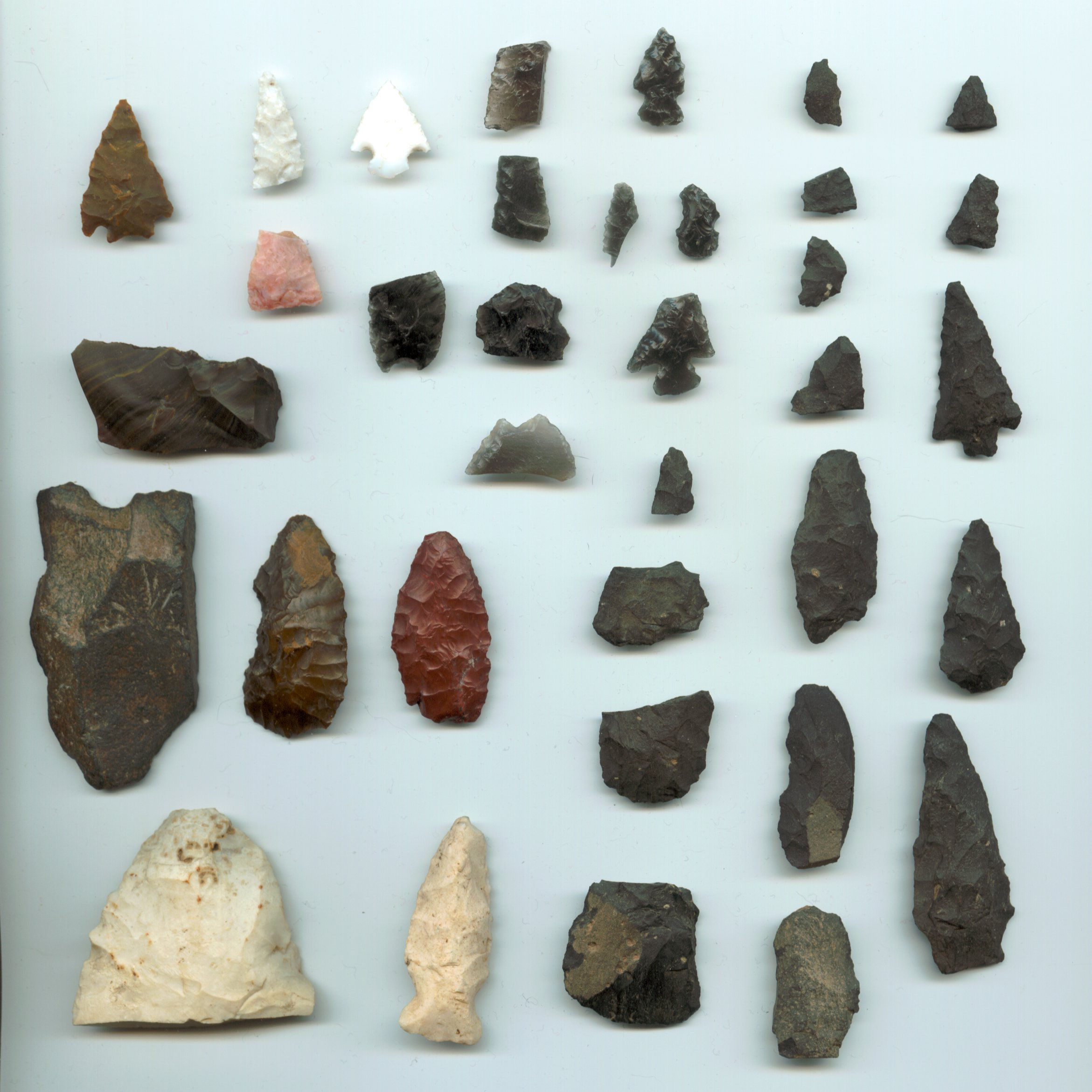
Pointes de flèches retrouvées dans la région de Reno

Les premiers habitants du Nevada sont les Amérindiens : dans les premiers temps, ils étaient nomades et chassaient les lièvres, les antilopes, les mouflons, les daims et les écureuils. Ils complétaient leur alimentation par les apports de la pêche. Ils cueillaient aussi les baies et ramassaient des racines. Puis ces peuples se sont sédentarisés et ont laissé de nombreux vestiges de leur culture et notamment des pétroglyphes (Red Rock Canyon, Vallée de Feu).
Les vestiges de la civilisation anasazie sont visibles à Pueblo Grande de Nevada, près d'Overton, au sud du Nevada : ce site, appelé Lost City, était déjà occupé vers 8000 av. J.-C. ; les Anasazis et d'autres tribus y résidèrent entre le Ier av. J.-C. et le XIIe siècle.
Les Amérindiens vivaient en adaptation avec les contraintes naturelles. Dans le Grand Bassin aride, les tribus pratiquaient la chasse et cultivaient des lopins irrigués. Elles tressaient l’armoise d’Amérique et utilisaient le saule du désert pour confectionner des nattes et des pagnes.
Les Shoshones (au milieu de l'état), les Paiutes du nord (au nord-ouest) et du sud (sud-est) sont les tribus les plus célèbres. Les Washoes occupent une partie de l'ouest de l'État ainsi que la Californie.

## Empire espagnol

Carte montrant les premiers sites aurifères entre 1814 et 1843 en haute-Californie, précédents la ruée vers l'or en Californie de 1848.
Zone des missions franciscaines en Haute-Californie
Province mexicaine de Californie entre 1824 et 1848
Territoire du Mexique entre 1824 et 1848

Le Nevada fut intégré à l'Empire espagnol dans la province d'Alta California, formée en 1804 lorsque la province de Californie, qui était alors une partie de la colonie espagnole de Nouvelle-Espagne, fut divisée en deux le long d'une ligne séparant les missions franciscaines au nord des missions dominicaines au sud. La partie sud devint le territoire de la Péninsule de Basse-Californie ou California Vieja (« vieille Californie »), tandis que la partie nord était la California Nueva. Elle regroupait les États actuels de Californie, Nevada, Utah, Arizona du nord et Wyoming du sud-ouest (États-Unis).
Sa frontière nord, qui fut fixée au 42e parallèle par le Traité d'Adams-Onís signé en 1819 entre les États-Unis et l'Espagne, fit abandonner toute prétention territoriale espagnole sur l'Oregon Country. Le traité fixe une frontière sur une zone disputée, le long de la rivière Sabine au Texas et établit fermement celle-ci entre territoire américain et la Nouvelle-Espagne (provinces de Alta California, Santa Fe de Nuevo México et Nuevas Filipinas) jusqu'aux Rocheuses et à l'océan Pacifique, le long du 42e parallèle nord.

## L'époque mexicaine

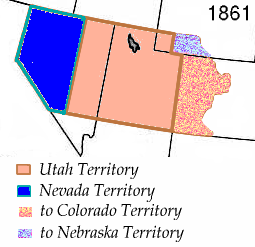
Territoire de l'Utah en 1861, après la réorganisation du Territoire du Nevada

En 1821, à la fin de la Guerre d'indépendance du Mexique la Haute-Californie est intégrée à cette nouvelle nation et prend le statut de territoire espagnol. Les montagnes du Nevada sont cependant à l'écart de la Santa Fe de Nuevo México, appelée aussi simplement Nuevo México, province de la colonie espagnole de Nouvelle-Espagne, qui contrôle surtout le haut bassin du Rio Grande et dont la capitale était situé à Santa Fe. La population est alors très faible et les tentatives de prendre l'indépendance par rapport à Mexico échouent. Jedediah Smith passe à Las Vegas en 1827, et Peter Skene Ogden à la rivière Humboldt River en 1828. En 1829, l'explorateur et marchand espagnol Antonio Armijo conduit une caravane de soixante hommes le long de l'Old Spanish Trail pour établir une route commerciale entre le Nouveau-Mexique et Los Angeles. Un de ses éclaireurs Raphael Rivera, à la recherche de sources d'eau, découvre le lieu, nommé Las Vegas (ce qui signifie « les prairies », « les prés » ou « les vallées fertiles ») en raison de l'eau présente dans le sous-sol.
En 1847, une pétition est envoyée au Congrès par les pionniers mormons qui s'étaient installés dans la vallée du lac salé, menés par Brigham Young. Ils veulent leur entrée dans l'Union comme État du Deseret, avec Salt Lake City pour capitale et des frontières englobant l'intégralité du Grand Bassin, incluant en partie ou en totalité neuf États américains actuels.
À la fin de la Guerre américano-mexicaine en 1848, les États-Unis forcent la Cession mexicaine et passe alors ce territoire dans le Territoire de l'Utah, aux États-Unis.

## Intégration aux États-Unis

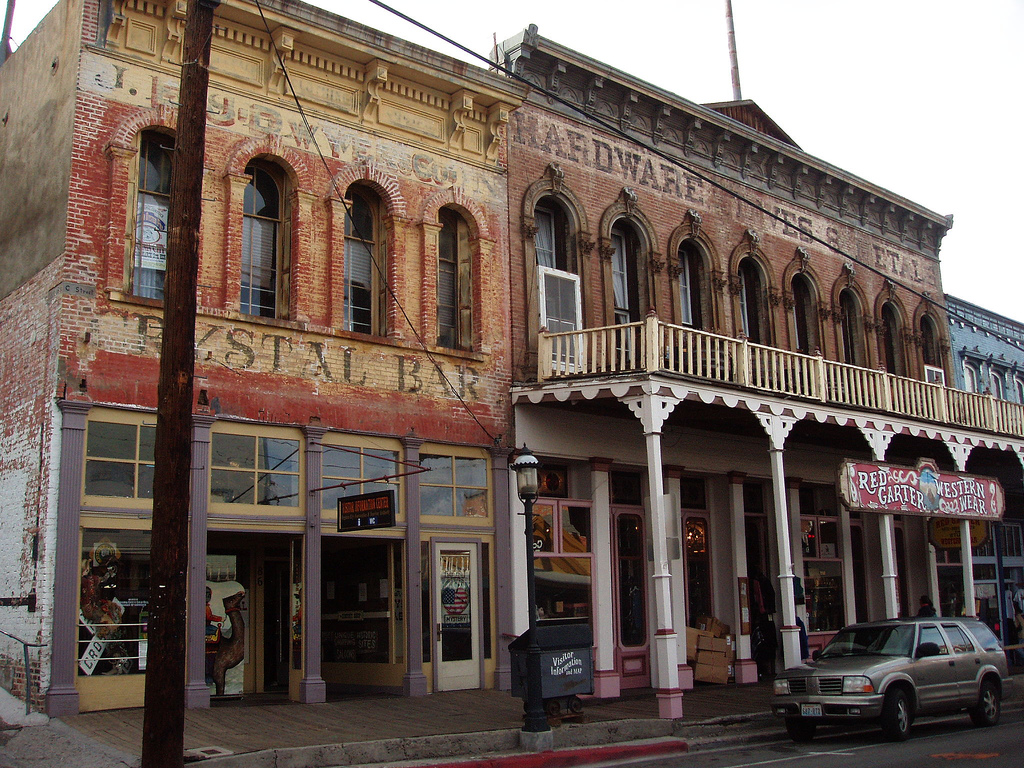
Virginia City

Le Congrès des États-Unis établit le Territoire de l'Utah le 14 août 1850 qui regroupait alors les États actuels de l'Utah, de l'Idaho et du Nevada.
Le traité de Fort Laramie en 1851, laisse une part importante de ces territoires aux Amérindiens, ces avantages seront divisés par 16 avec le Traité de Fort Wise en 1861, qui fait suite à la découverte d'argent sur le Comstock Lode, au fond des montagnes du Nevada.
En 1860, les Amérindiens Paiute, sous le commandement de Numaga, commencent à attaquer les campements blancs et les liaisons du Pony Express. L'intervention de l'armée écrase le mouvement de rébellion.
Le 2 mars 1861, le Nevada fut séparé du territoire de l'Utah et prit son nom actuel, un raccourci de Sierra Nevada.
Le 31 octobre 1864, le Nevada devint le 36e État des États-Unis. Il absorba en 1866 le comté de Pah-Ute du territoire de l'Arizona, à l'ouest du fleuve Colorado.

## L'énorme gisement d'argent-métal du Comstock Lode

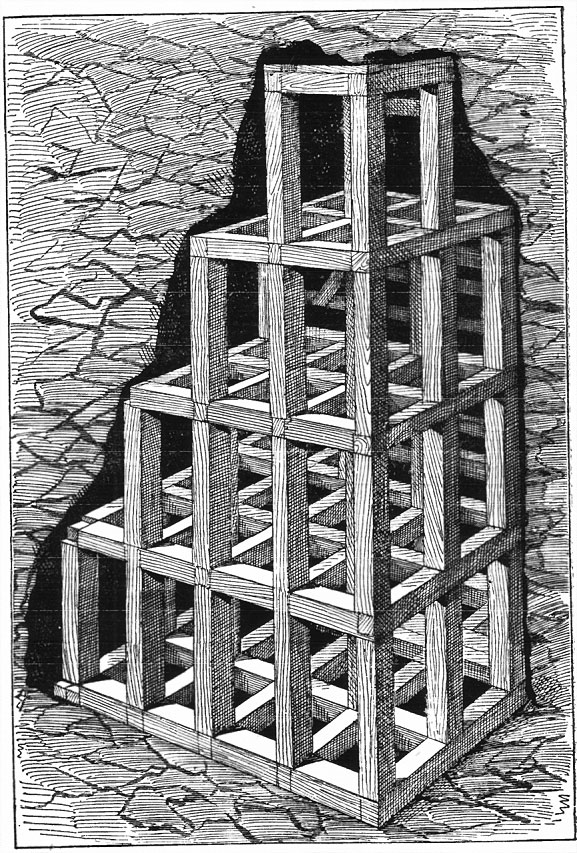
Le "Square set timbering", inventé par l'allemand Philip Deidesheimer pour creuser en profondeur, dans des veines d'argent-métal très larges et de plus en plus profondes.

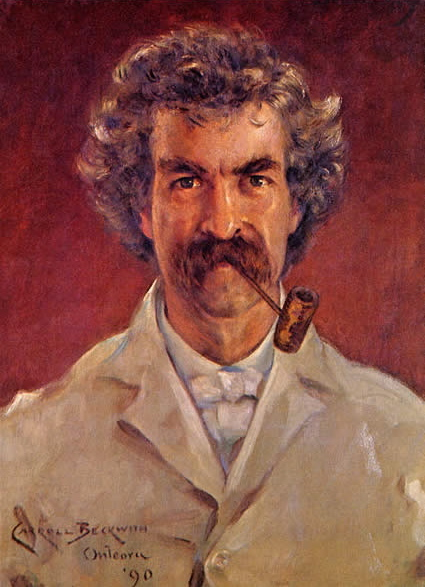
Dès 1862, Mark Twain, 27 ans, couvre les mines d'argent du Nevada pour le Territorial Enterprise, journal de Virginia City. Il s'est ensuite rendu à Aurora (Nevada), site des mines d'or.

Découvert au printemps 1859, à peine 11 ans après la ruée vers l'or en Californie, dans le Nevada (alors Territoire de l’Utah), sur la pente est du Mont Davidson, entre 1800 et 2000 m d'altitude, le Comstock Lode sera le plus important gisement d'argent-métal de l'histoire des États-Unis. Certains filons découverts (Ophir Mine, Big Bonanza) mesuraient plusieurs dizaines de mètres d’épaisseur (à comparer aux quelques mètres des mines habituelles) sur des centaines de mètres de profondeur.
Ces importants volumes de minerai d'argent récupérable, près de la ville-champignon de Virginia City, ont créé un besoin de financements importants et la constitution progressive de nombreuses compagnies minières par actions, cotées à la Bourse de San Francisco, le Nevada étant encore un territoire vierge. Dès 1862, Mark Twain, 27 ans, couvre les mines d'argent du Nevada pour le Territorial Enterprise, journal de Virginia City, ville-champignon fondée sur place dans la foulée de la découverte. Profitant de la nomination de son frère Orion comme secrétaire d’État du Nevada, le romancier a quitté la vallée du Mississippi pour le grand ouest le 28 juillet 1861.
D'autres villes minières, parfois éphémères, comme Gold Hill et Silver City (Nevada), furent hâtivement construites dans les environs, ou en Californie, comme Panamint City (Californie), dans la Vallée de la Mort. L'arrivée sur le marché mondial du plus important filon d'argent de l'histoire rend ce métal surabondant, lui faisant perdre sa valeur monétaire. Mais il provoque l'afflux d'aventuriers sur le Comstock Lode, près de Virginia City, qui atteint une population de 30 000 habitants. L'importance de métal dans l'économie, alors en pénurie de monnaie métallique, justifia l'entrée d'un nouvel État, le Nevada, dans l'Union américaine. Le gisement connaitra une forte croissance en mars 1873, grâce à de nouvelles découvertes d'argent. En 1880, le gisement avait produit 7 millions de tonnes de minerai d'or et d'argent. Les mines étaient creusées jusqu'à une profondeur de 900 mètres, en utilisant la technique rudimentaire mais économe du "Square set timbering", inventée par l'allemand Philip Deidesheimer: des soutènements faits de cubes de bois, utilisant la ressource forestière alors encore disponible dans le Nevada.

## L'or à Aurora en 1860

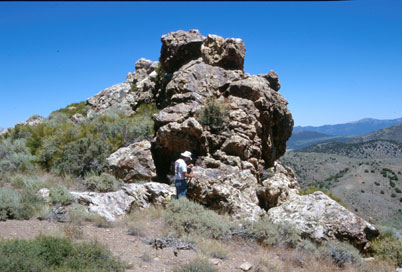
Le gisement d'Esmeralda vein, à Aurora.

JM Corey, James N Braley, et ER Hicks ont de leur côté fondé la ville d'Aurora (Nevada) en 1860. En avril 1861, la population avait augmenté à 1400 personnes et en 1862, la ville avait déjà établi un journal appelé Esmeralda Star. Deux ans plus tard, en 1864, la population avait augmenté à 6 000 personnes. Le pic de population de la ville atteindra environ 10 000 personnes. La plus grande ruée de population est arrivé au printemps de 1863 La ville a alors 760 maisons et 20 magasins. S'y rendre au printemps était beaucoup plus facile que l'hiver. Les mines d'or ont déjà produit 27 millions de dollars de métal en 1869. La ville a été régie par deux États rivaux, la Californie et le Nevada, car elle se situe à leur frontière, jusqu'à ce qu'il a été déterminé que la ville était entièrement dans le Nevada. À un moment, elle était en même temps le siège du Comté de Mono, en Californie et du comté d'Esmeralda, dans le Nevada. Mark Twain a brièvement vécu à Aurora, après avoir été aussi journaliste sur le Comstock Lode de Virginia. Aurora avait un moment difficile le maintien de son succès en raison de la nature des mines. Beaucoup de gens ont déserté la région après 1870 car la plupart des mines de la ville étaient à moins de 100 pieds de profondeur et le gisement complètement exploité.

## Développement économique auXXesiècle

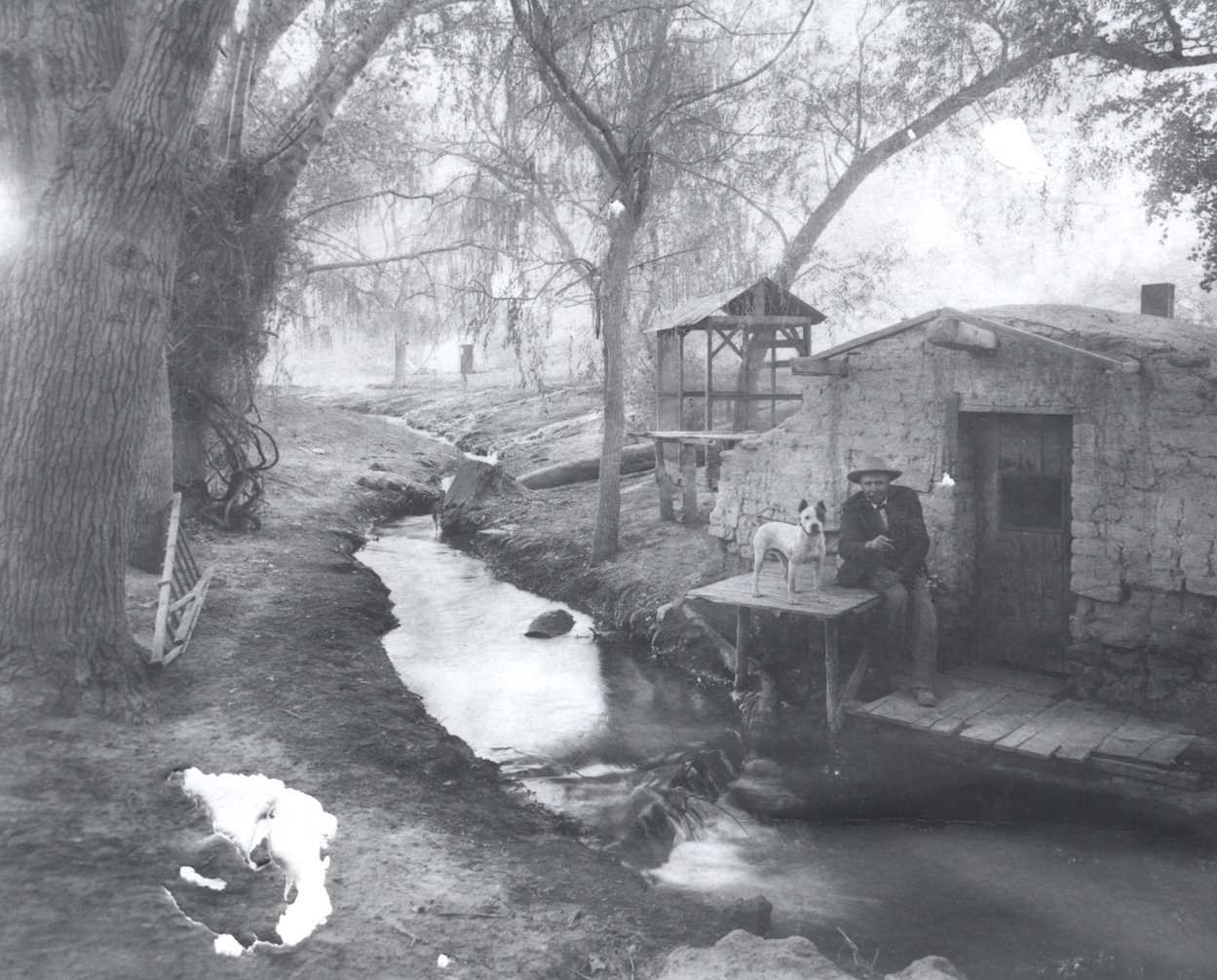
Las Vegas en 1895.

D'autres filons d'or et d'argent furent découverts au début du XXe siècle (Tonopah, Goldfield et Rhyolite). D'autres minerais firent également la richesse de la région tels que le cuivre, le molybdène et le lithium.
Grâce aux sources d'eau, Las Vegas devient une étape sur la route entre Los Angeles et Albuquerque. Une voie de chemin de fer y passe, désenclavant le hameau. Officiellement, le « village » de Las Vegas est fondé le 15 mai 1905, puis acquiert le statut de « ville » le 16 mars 1911, et se peuple grâce à la présence de sources en plein désert du Nevada. Avec l'épuisement de certains filons d'argent et la Grande Dépression des années 1930, l'industrie du jeu se développa à partir des années 1930. Las Vegas devint rapidement la capitale du jeu.